# Trägspinner

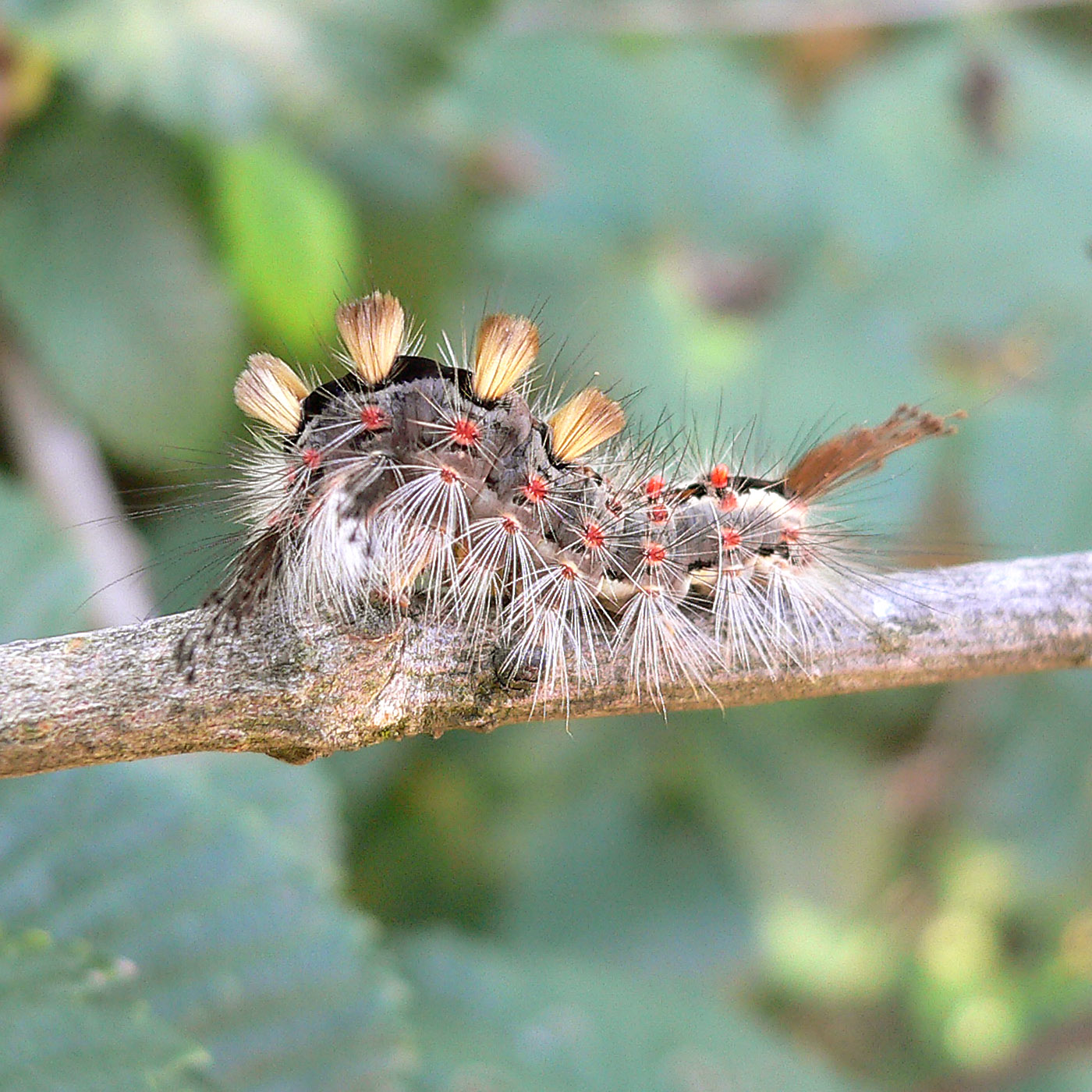
Raupe des Schlehen-Bürstenspinners (Orgyia antiqua)

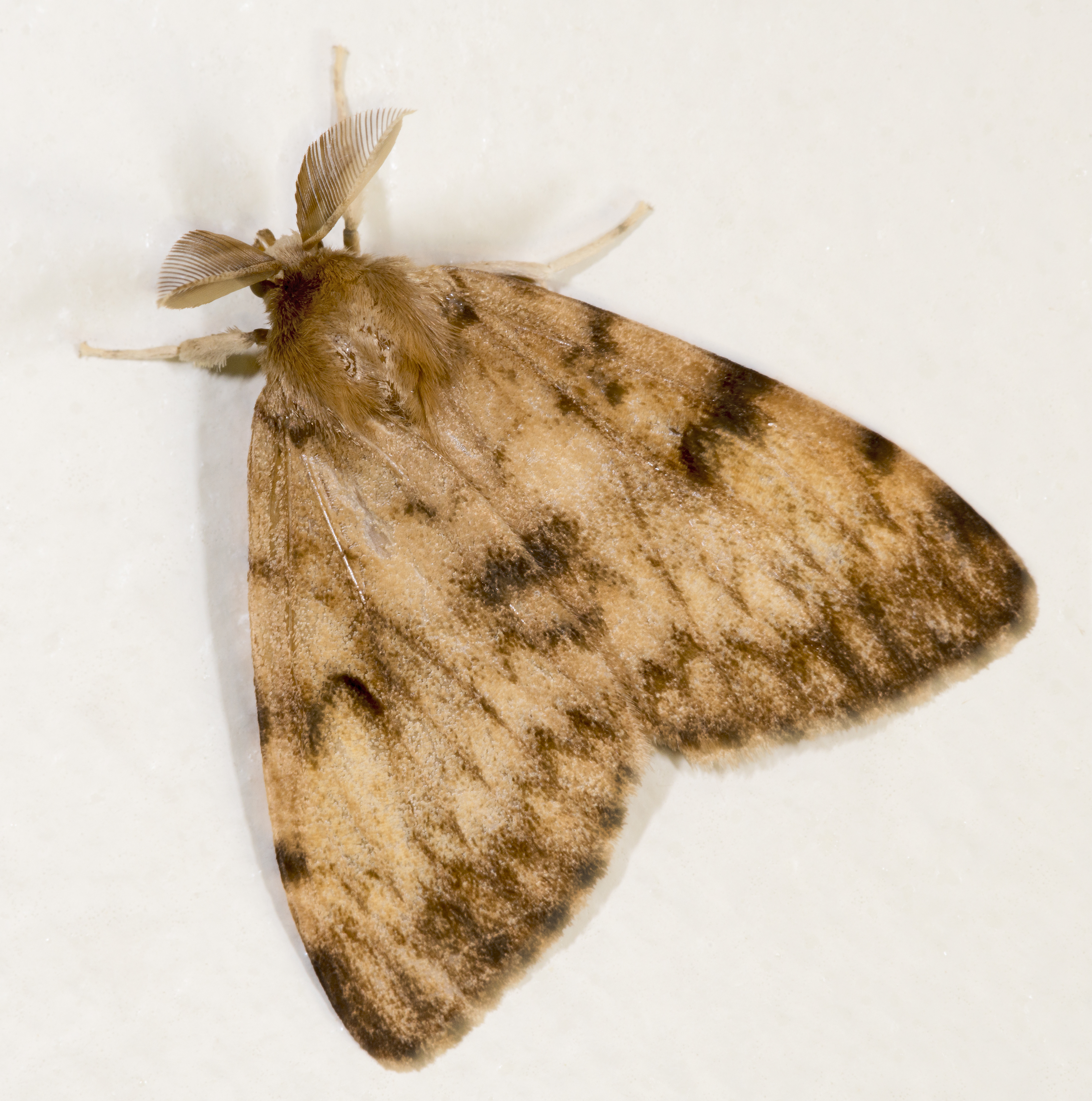
Schwammspinner (Lymantria dispar) ♂

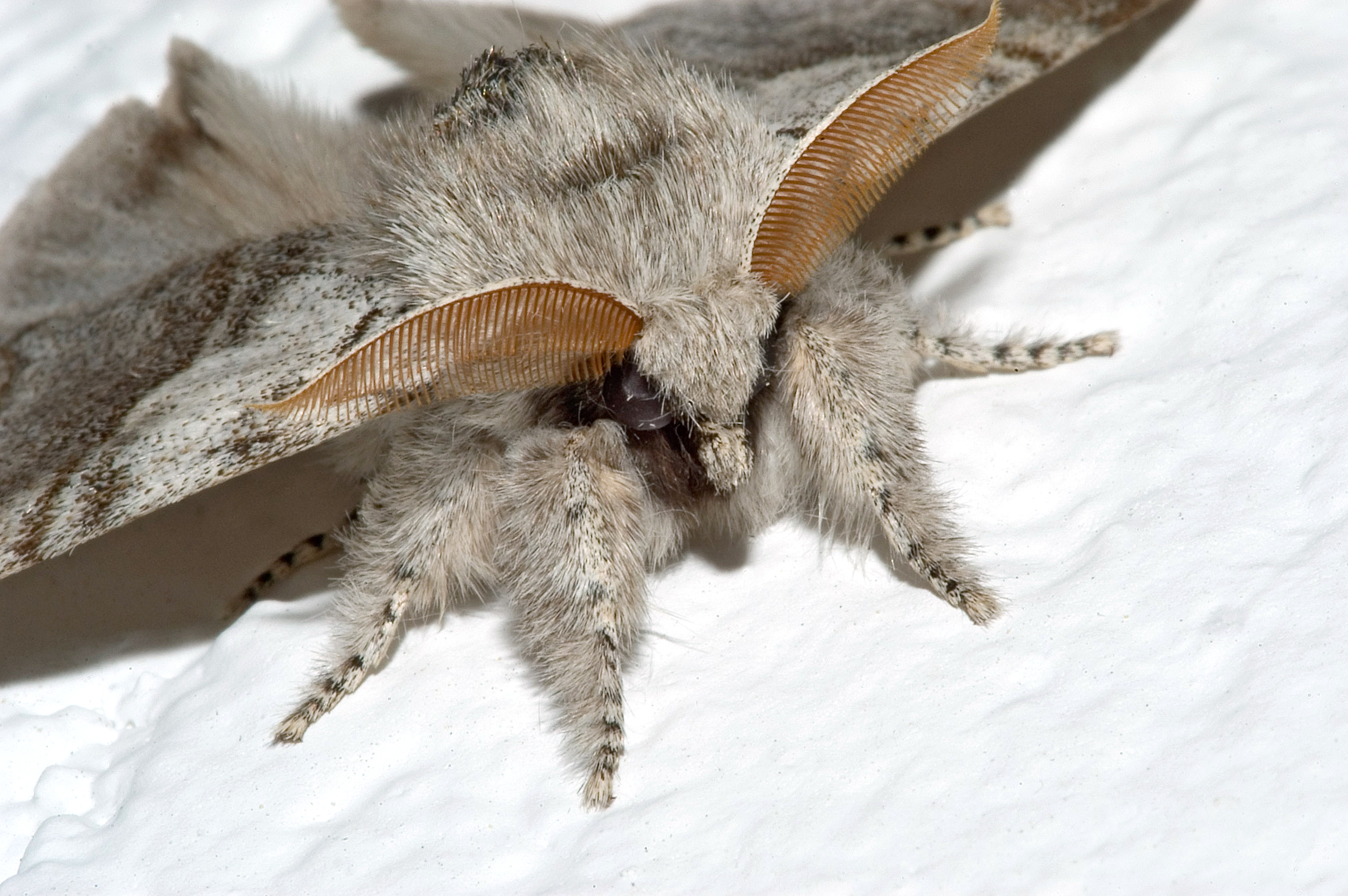
Buchen-Streckfuß (Calliteara pudibunda) ♂

Die Trägspinner (Lymantriinae) sind eine Unterfamilie der Erebidae innerhalb der Ordnung der Schmetterlinge. Sie werden gelegentlich auch als Schadspinner oder Wollspinner bezeichnet. Sie kommen weltweit mit etwa 3.000 Arten vor, fehlen aber in Neuseeland, auf Hawaii, auf den Antillen und Neukaledonien. Das Taxon stand lange Zeit im Rang einer Familie (Lymantriidae) in der Überfamilie Noctuoidea, wurde jedoch durch Lafontaine und Fibiger (2006) nach einer Revision der Überfamilie auf Unterfamilienniveau der Erebidae gesetzt.

## Merkmale
Die Falter erreichen eine Flügelspannweite von 25 bis 50 Millimetern und sind mittelmäßig bis kräftig gebaut. Die Männchen sind meist kleiner als die Weibchen. Die Vorderflügel sind 1,5- bis 2,3-mal so lang, wie breit, die Hinterflügel sind ähnlich breit und stark abgerundet. Es gibt Arten, bei denen die Flügel der Weibchen entweder fehlen oder nur reduziert ausgebildet sind. Die Fühler sind kurz und erreichen nur ein Drittel bis etwa die Hälfte der Vorderflügellänge. Die der Männchen sind gefiedert oder lang gekämmt. Die Tiere haben zurückgebildete oder fehlende Maxillarpalpen, der Saugrüssel ist ebenfalls fehlend. Am Metathorax haben sie Tympanalorgane.
Die Vorderflügel haben 12 Flügeladern mit einer Analader (1b). Die Hinterflügel haben 8 oder 9 Adern mit zwei Analadern (1a und 1b).

## Raupen
Die Raupen der Trägspinnerarten sind teilweise sehr stark behaart. Manche Raupen tragen darüber hinaus sehr auffällige Haarbüschel, was sich auch in deren Artnamen widerspiegelt, wie zum Beispiel beim Schlehen-Bürstenspinner (Orgyia antiqua) und Rotschwanz (Calliteara pudibunda). Wenige Arten besitzen zusätzlich Brennhaare, wie zum Beispiel der Schwammspinner (Lymantria dispar) und der Goldafter (Euproctis chrysorrhoea). Die Raupen folgen der für die meisten Schmetterlinge typischen Anatomie mit drei Brustbeinpaaren, vier Bauchbeinpaaren und einem Nachschieber.

## Lebensweise
Die Falter sind dämmerungs- oder nachtaktiv, manche fliegen aber auch tagsüber.

## Schadwirkung
Einige Arten können als Schädlinge in Landwirtschaft und Forst auftreten, so beispielsweise der Schwammspinner (Lymantria dispar), die Nonne (Lymantria monacha) und der Goldafter (Euproctis crysorrhoea), welche periodisch zu Massenvermehrungen neigen. Dabei kann es zu Schädigungen von befallenen Bäumen und Sträuchern durch Kahlfraß kommen. Auf diese Eigenschaft geht auch die Bezeichnung der Unterfamilie als Schadspinner zurück. Der überwiegende Teil der Arten verursacht aber lediglich geringe Schäden, oder hat gar keine wirtschaftliche Relevanz.

## Systematik
In ganz Europa sind 33 Arten beschrieben, von denen in Mitteleuropa 17 Arten vorkommen.
- Tribus Arctornithini Holloway, 1999
  - Schwarzes L (Arctornis l-nigrum) (MÜLLER, 1764) A, CH, D
- Tribus Leucomini Grote, 1895
  - Pappelspinner (Leucoma salicis) (LINNAEUS, 1758) A, CH, D
- Tribus Lymantriini Hampson, 1893
  - Eloria noyesi (Schaus, 1927)
  - Nonne (Lymantria monacha) (LINNAEUS, 1758) A, CH, D
  - Schwammspinner (Lymantria dispar) (LINNAEUS, 1758) A, CH, D
  - Rostspinner (Ocneria rubea) (DENIS & SCHIFFERMÜLLER, 1775) A, CH, D
  - Rußspinner (Ocneria detrita) (ESPER, 1785) A, D
  - Ocneria atlantica (RAMBUR, 1837)
  - Ocneria lapidicola (HERRICH-SCHÄFFER, 1851)
  - Ocneria eos REISSER, 1962
  - Ocneria ledereri (MILLIÈRE, 1869)
  - Ocneria terebinthi (FREYER, 1838)
  - Ocneria samarita STAUDINGER, 1896
- Tribus Nygmiini Holloway, 1999
  - Goldafter (Euproctis chrysorrhoea) (LINNAEUS, 1758) A, CH, D
  - Schwan (Euproctis similis) (FUESSLY, 1775) A, CH, D
- Tribus Orgyiini Wallengren, 1861
  - Buchen-Streckfuß (Calliteara pudibunda) (LINNAEUS, 1758) A, CH, D
  - Tannen-Streckfuß (Calliteara abietis) (DENIS & SCHIFFERMÜLLER, 1775) A, D
  - Calliteara fortunata (ROGENHOFER, 1891)
  - Ginster-Streckfuß (Gynaephora fascelina) (LINNAEUS, 1758) A, CH, D
  - Mondfleck-Bürstenspinner (Gynaephora selenitica) (ESPER, 1789) A, D
  - Schlehen-Bürstenspinner (Orgyia antiqua) (LINNAEUS, 1758) A, CH, D
  - Eckfleck-Bürstenspinner (Orgyia recens) (HÜBNER, 1819) A, CH, D
  - Heide-Bürstenbinder (Orgyia antiquoides) (HÜBNER, 1822) A, D
  - Orgyia trigotephras BOISDUVAL, 1829
  - Orgyia corsica (BOISDUVAL, 1834)
  - Orgyia rupestris (RAMBUR, 1832)
  - Orgyia aurolimbata (GUENÉE & DE VILLIERS, 1835)
  - Orgyia dubia (TAUSCHER, 1806)
  - Orgyia splendida (RAMBUR, 1842); Artberechtigung umstritten
  - Orgyia algirica (LUCAS, 1849); Artberechtigung umstritten
  - Schilf-Bürstenspinner oder Gelbbein (Laelia coenosa)  (HÜBNER, 1808)  A, D
  - Trauerspinner (Penthophera morio) (LINNAEUS, 1767) A
  - Casama innotata (WALKER, 1855)
  - Albarracina warionis (OBERTHÜR, 1881)

## Belege